# Silene olgae
Silene olgae là loài thực vật có hoa thuộc họ Cẩm chướng. Loài này được Rohrb. miêu tả khoa học đầu tiên.